# Ніколаєвка (Новокузнецький район)
Нікола́євка (рос. Николаевка) — селище у складі Новокузнецького району Кемеровської області, Росія. Входить до складу Сосновського сільського поселення.

## Населення
Населення — 320 осіб (2010; 379 у 2002).
Національний склад (станом на 2002 рік):
- росіяни — 94 %